# Sát thủ tháng mười một
Sát thủ tháng 11 (tựa tiếng Anh: The November Man) là một bộ phim hành động Mỹ năm 2014 của đạo diễn Roger Donaldson, dựa trên tiểu thuyết There Are No Spies của Bill Granger. Phim có sự tham gia của Pierce Brosnan, Luke Bracey, và Olga Kurylenko.

## Nội dung
Năm 2008, Đặc vụ CIA Peter Devereaux hợp tác với một đặc vụ trẻ tên David Mason trong nhiệm vụ bảo vệ quan chức chính phủ ở Montenegro. Mason không tuân lệnh Devereaux, anh bắn chết tên sát thủ nhưng cũng vô tình giết một đứa trẻ. Năm năm sau, Devereaux đã nghỉ hưu ở Lausanne, Thụy Sĩ. John Hanley, sếp cũ của ông, thuyết phục ông đi đón Natalia Ulanova, một gián điệp và cũng là trợ lý của sĩ quan cao cấp Nga Arkady Fedorov. Ulanova lén mở két sắt của Fedorov và chụp lại số hình mô tả tội ác chiến tranh của hắn. Cô liên lạc với đội CIA và tẩu thoát. Fedorov cho các đặc vụ FSB truy đuổi Ulanova khắp đường phố Moscow đến khi Devereaux cứu cô. Cô cho ông biết cái tên Mira Filipova. Đội CIA của Mason không biết sự có mặt của Devereaux.
Thủ trưởng Perry Weinstein ra lệnh giết Ulanova, Mason sau đó bắn tỉa cô. Trước khi chết Ulanova đưa chiếc điện thoại có chứa số hình cho Devereaux. Khi đội CIA ra khỏi bãi đậu xe, Devereaux phục kích giết chết các thành viên trong đội đến khi chạm mặt Mason rồi cả hai đều bỏ đi mà không hề bắn nhau. Thật ra Devereaux và Ulanova là một đôi yêu nhau. Hanley bị các đặc vụ CIA bắt giữ để thẩm vấn.
Nhà báo The New York Times Edgar Simpson đến gặp Alice Fournier và nhờ cô giúp anh viết báo công khai tội ác chiến tranh của Fedorov trong cuộc Chiến tranh Chechnya lần thứ hai. Alexa, nữ sát thủ người Nga, đến Belgrade và biết được Fournier sẽ gặp Simpson ở quán cà phê. Devereaux cũng đến Belgrade, đến nhà Hanley và biết được Fournier là người liên lạc duy nhất của Mira Filipova. Ông đến quán cà phê cứu Fournier thoát khỏi Alexa và đội của Mason.
Fournier nói rằng Filipova đã giả vờ bị câm khi còn ở bên cạnh Fedorov. Cô ta từng nghe được Fedorov bày ra âm mưu đánh bom tòa nhà của quân đội Nga để châm ngòi chiến tranh và kiểm soát thị trường dầu mỏ Chechnya. Denisov, vệ sĩ cũ của Fedorov, xác nhận âm mưu trên và cho biết rằng CIA cũng có liên quan. Devereaux bảo Fournier hãy trốn đi thật xa.
Fedorov đến Belgrade để tham dự hội nghị năng lượng. Fournier đến gặp Simpson ở nhà anh ta, nơi Alexa tấn công họ và giết chết Simpson, còn Fournier chạy thoát kịp thời. Devereaux xâm nhập bãi container, nơi Hanley bị các đặc vụ CIA giam giữ, Hanley khẳng định Weinstein đã giúp đỡ Fedorov và tiết lộ rằng Fournier chính là Filipova. Mason cũng phát hiện ra Alice Fournier thật đã chết nhiều năm trước và Filipova ăn cắp danh tính của cô ta. Filipova giả dạng gái mại dâm đến phòng khách sạn của Fedorov. Phim tiết lộ năm xưa Fedorov từng sát hại gia đình cô ngay trước mắt cô, hắn cũng cưỡng hiếp cô. Ban đầu có ý định giết Fedorov, nhưng sau đó Filipova run rẩy không dám ra tay. Devereaux đến nơi kịp thời, bắn chết bọn vệ sĩ của Fedorov và giải cứu Filipova.
Devereaux tra khảo Fedorov, bắt buộc hắn khai ra tên của người đặc vụ CIA có liên quan đến vụ đánh bom. Filipova dùng điện thoại quay phim lại cảnh Fedorov khai ra tên Hanley, chứ không phải Weinstein, Filipova cũng xác nhận điều này. Mason đến khách sạn nhưng Devereaux và Filipova đã chạy thoát sau khi Devereaux đánh gục Mason và để lại cho anh đoạn phim Fedorov thú tội. Khi Mason và cô cộng sự Celia về trụ sở để giao nộp chứng cứ, họ thấy Weinstein đã được thay thế bởi Hanley.
Devereaux gọi cho Lucy, con gái của ông và Ulanova, thì Hanley trả lời điện thoại, cho biết rằng đã bắt cóc cô bé. Devereaux thuyết phục Filipova đến trạm tàu điện ngầm và chờ ông. Filipova sử dụng một máy tính công cộng để viết câu chuyện tố cáo tội ác của Fedorov. Devereaux gặp mặt Hanley và Mason, nói rằng Filipova đang chờ ở trạm xe buýt. Mason được cử đi tìm cô ta. Trong khi đó Alexa tìm thấy Filipova ở trạm tàu điện ngầm, nhưng Filipova nhanh chóng hạ gục nữ sát thủ rồi quay lại chỗ máy tính, viết xong câu chuyện và gửi nó cho giới báo chí. Hanley tiết lộ âm mưu của ông là sẽ dùng Filipova để đe dọa Fedorov sau khi hắn trở thành Tổng thống Nga, bắt buộc Nga gia nhập NATO chống lại Trung Đông. Celia đã lần ra địa điểm của bọn bắt cóc và nhờ vậy Mason giải cứu được Lucy. Mason quay lại chỗ Hanley, giúp Devereaux giết bọn vệ sĩ của Hanley và khống chế Hanley. Devereaux đoàn tụ với Lucy và Filipova, cả ba người cùng lên tàu điện ngầm. Sau này Filipova ra Tòa án Hình sự Quốc tế làm nhân chứng chống lại Fedorov. Fedorov sau đó bị ám sát bởi một tên lính bắn tỉa bí ẩn.

## Diễn viên
- Pierce Brosnan vai Peter Devereaux / Sát thủ tháng 11 (The November Man)
- Luke Bracey vai David Mason
- Olga Kurylenko vai Alice Fournier / Mira Filipova
- Bill Smitrovich vai John Hanley
- Lazar Ristovski vai Arkady Federov
- Amila Terzimehić vai Alexa
- Will Patton vai Perry Weinstein
- Mediha Musliovic vai Natalia Ulanova
- Caterina Scorsone vai Celia
- Eliza Taylor vai Sarah
- Tara Jevrosimovic vai Lucy
- Patrick Kennedy vai Edgar Simpson
- Akie Kotabe vai Meyers
- Dragan Marinkovic vai Denisov
- Ben Willens vai Đặc vụ Jones